# Wang Fei
Wang Fei (xinès tradicional: 王飛, xinès simplificat: 王飞, pinyin: Wáng Fēi; Dalian, Liaoning, 22 de març de 1990) és una futbolista xinesa que juga com a portera del club xinés Dalian Quanjian i de la selecció de la Xina.

## Trajectòria
Després de passar anys jugant a diversos clubs xinesos, Wang Fei va fitxar pel Turbine Potsdam de la Frauen-Bundesliga el desembre de 2014. Es va convertir en la primera futbolista xinesa en jugar a la Frauen-Bundesliga. El veterà entrenador del Turbine, Bernd Schröder, va elogiar l'impacte produït per Wang i la va comparar amb la respectada portera alemanya Nadine Angerer; no obstant això, Schröder va seleccionar sorprenentment a una futbolista que anava a deixar el club, Anna Felicitas Sarholz, per davant de Wang per a la final de la DFB-Pokal de 2015 que va acabar amb una derrota per 3-0 contra el VfL Wolfsburg.
El setembre de 2015, Wang fou traspassada a l'Olympique de Lió, campió femení de la Divisió 1. El gener del 2016 va rescindir el seu contracte amb el club; tanmateix, el club va demanar el seu retorn quan Méline Gérard es va lesionar.
El 17 de gener de 2016, Wang marxa al Dalian Quanjian de la Superliga femenina xinesa. El desembre de 2017, el Bayern de Múnic va anunciar que Wang havia acordat un contracte de 18 mesos amb el club de Baviera, que començaria l'1 de gener de 2018.

## Carrera internacional
Wang va jugar a la Universiada d'estiu de 2011 i va ser al campionat on la Xina va aconseguir la medalla d'or. Va debutar amb la selecció femenina xinesa el 24 de novembre de 2012 en una victòria per 2-1 contra Austràlia a la Copa d'Àsia Oriental femenina de l'EAFF 2013.
Wang també va ser seleccionada per la selecció xinesa per a la Copa Mundial Femenina de la FIFA 2015. Durant el torneig, Wang va ser descrita per la FIFA com a alta, àgil i una de les "jugadores més impressionants" de la Xina en les fases eliminatòries. Això va ser a pesar de jugar amb dolor per mor d'una espatlla lesionada l'11 de juny de 2015, en la victòria per 1-0 contra els Països Baixos.
El febrer de 2016, Wang es va retirar de la Xina després de tindre diversos enfrontaments amb l'entrenador Bruno Bini i, per tant, no ser convocada amb la selecció. El febrer de 2018, va ser inclosa a l'equip de la selecció xinesa per a la Copa de l'Algarve 2018.